# Közi
Közi är en Japansk Visual Kei-artist, mest känd för sin medverkan i det inflytelserika bandet Malice Mizer. Közi började med musik som sexåring då han började spela piano. Senare introducerade en vän till honom gitarren och Közi fastnade direkt för instrumentet, så pass mycket att han bestämde sig för att han skulle starta ett band. Tillsammans med en kamrat gjorde de två upp planer på hur de skulle erövra den japanska musikscenen, men planerna lades åt sidan när Közi märkte att han ägnade mer tid åt att leta bandmedlemmar än åt skolan. 
Efter studierna återupptog han musiken i större omfattning och började lära sig basgitarr, för som han resonerade, skulle han behöva kunna minst två instrument för att kunna lyckas. Hans karriär startade upp på allvar i slutet av 80-talet och fick sitt ordentliga genomslag då han mellan 1990 och 1992 träffade Mana och de bestämde sig för att starta upp det numera välkända Visual Kei-bandet Malice Mizer. Sedan Malice Mizer lagts på is 2001, påbörjade Közi satsningar på en egen solokarriär. 

## Biografi

### Karriärens början
Efter att ha sett gitarristen Seiji Watanabe spela låtar av Los Angeles Heavy metal-band som Mötley Crüe och Ratt började han experimentera med gitarr och ville bilda sitt eget band. Han spelade bas, och ibland sång på grund av roterande banduppsättningar, i många coverband runt sin hemstad i Niigata. Han började spela gitarr när han flyttade till Tokyo vid arton års ålder.